# Eupithecia obumbrata
Eupithecia obumbrata är en fjärilsart som beskrevs av Taylor 1906. Eupithecia obumbrata ingår i släktet Eupithecia och familjen mätare. Inga underarter finns listade i Catalogue of Life.